# Tito Warnholtz
Rudolf "Tito" Warnholtz (17. veljače 1906. – 12. siječnja 1993.) je bivši njemački hokejaš na travi. Igrao je na mjestu vratara.
Osvojio je srebrno odličje na hokejaškom turniru na Olimpijskim igrama 1936. u Berlinu igrajući za Njemačku. Odigrao je jedan susret.

## Vanjske poveznice
- Profil na Database Olympics